# 福井武弘
福井 武弘（ふくい たけひろ）は、日本の総務官僚。内閣府沖縄総合事務局長や、総務省統計局長、統計研修所長を経て、青山学院大学経営学部教授。

## 人物・経歴
兵庫県出身。1975年神戸大学理学部数学科卒業。1977年神戸大学大学院理学研究科修士課程修了、総理府入庁。1997年沖縄開発庁沖縄総合事務局総務部長。1999年総務庁統計局統計調査部国勢統計課長。2001年総務庁統計局統計調査部調査企画課長。2002年総務省統計局総務課長。2004年総務省大臣官房参事官。2005年内閣府日本学術会議事務局次長。2006年内閣府大臣官房審議官（沖縄政策担当）。
2007年から内閣府沖縄総合事務局長を務め、事務局廃止を目論む地方分権改革推進委員会に対し、沖縄振興計画の果たした役割などを強調し、統廃合への反対の立場を示した。2009年総務省大臣官房総括審議官。2011年総務省統計局長。2012年総務省統計研修所長。2013年情報・システム研究機構統計数理研究所客員教授。2014年青山学院大学経営学部マーケティング学科教授。2022年瑞宝中綬章受章。

## 著書
- 『標本調査の理論と実際』日本統計協会 2013年